# Фонтен ле Сеш
Фонтен ле Сеш (фр. Fontaines-les-Sèches) насеље је и општина у источном делу централне Француске у региону Бургоња, у департману Златна обала која припада префектури Монбар.
По подацима из 2011. године у општини је живело 35 становника, а густина насељености је износила 2,59 становника/km². Општина се простире на површини од 13,52 km². Налази се на средњој надморској висини од 276 метара (максималној 292 m, а минималној 232 m).

## Демографија
| 1962. | 1968. | 1975. | 1982. | 1990. | 1999. | 2011. |
| ----- | ----- | ----- | ----- | ----- | ----- | ----- |
| 55    | 82    | 87    | 59    | 47    | 50    | 35    |

График промене броја становника у току последњих година